# R U Still Down? (Remember Me)
R U Still Down? (Remember Me) је други дупли и први постхумни албум Тупак Шакура, који је изашао у новембру 1997. Иако је реч о другом албуму објављеном након његове смрти, први је који је довршен без директног креативног учешћа Тупака. Овај албум садржи материјал који углавном (изузев пар песама) никада раније није био објављен, а који је сниман у време када су реализовани албуми Strictly 4 My N.I.G.G.A.Z. и Thug Life:Volume 1. С обзиром да је Тупак иза себе оставио огромну количину снимљеног а необјављеног материјала, његова мајка Афени Шакур је основала издавачку кућу Amaru Entertainment, како би могла контролисати постхумна издања. 
Албум је званично четири пута платинасти. На албуму се налазе два сингла: I Wonder If Heaven Got A Ghetto и Do For Love.

## Списак песама
Диск 1
Диск 2